# Landtagswahlkreis Freudenstadt
Der Wahlkreis Freudenstadt (Wahlkreis 45) ist ein Landtagswahlkreis in Baden-Württemberg. Er umfasst den gesamten Landkreis Freudenstadt. Die Grenzen der Landtagswahlkreise wurden nach der Kreisgebietsreform von 1973 zur Landtagswahl 1976 grundlegend neu zugeschnitten und seitdem nur punktuell geändert. Änderungen, die den Wahlkreis Freudenstadt betrafen, gab es seitdem keine.

## Wahl 2021
Die Landtagswahl 2021 hatte folgendes Ergebnis:
| Direktkandidat       | Partei       | Stimmen in % | Landtagswahl 2016 Stimmen in % |
| -------------------- | ------------ | ------------ | ------------------------------ |
| Winfried Asprion     | Grüne        | 24,7         | 21,3                           |
| Katrin Schindele     | CDU          | 27,3         | 30,3                           |
| Uwe Hellstern        | AfD          | 13,2         | 17,6                           |
| Viviana Weschenmoser | SPD          | 8,4          | 10,8                           |
| Timm Kern            | FDP          | 14,9         | 13,5                           |
| Niko Kulisch         | DIE LINKE    | 2,2          | 1,9                            |
| Tobias Raffelt       | ödp          | 0,8          | 0,7                            |
| Hartmut Eberhardt    | Freie Wähler | 4,5          | –                              |
| Daniel Müller        | Bündnis C    | 1,1          | –                              |
| Torsten Lebeda       | dieBasis     | 1,1          | –                              |
| Tina Frey            | KlimalisteBW | 0,9          | –                              |
| Petra Meng           | WiR2020      | 1,0          | –                              |
| –                    | Sonstige     | –            | 4,0                            |

## Wahl 2016
Die Landtagswahl 2016 hatte folgendes Ergebnis:
| Direktkandidat   | Partei           | Stimmen in % | Landtagswahl 2011 Stimmen in % |
| ---------------- | ---------------- | ------------ | ------------------------------ |
| Norbert Beck     | CDU              | 30,3         | 45,8                           |
| Wolf Hoffmann    | Grüne            | 21,3         | 16,5                           |
| Roland Tischbein | AfD              | 17,6         | –                              |
| Timm Kern        | FDP              | 13,5         | 7,6                            |
| Uta Schumacher   | SPD              | 10,8         | 20,5                           |
| Stefan Dreher    | DIE LINKE        | 1,9          | 2,4                            |
| Joachim Herzog   | ALFA             | 1,1          | –                              |
| Dirk Witzelmaier | Tierschutzpartei | 1,0          | –                              |
| Martin Raible    | REP              | 0,9          | 1,7                            |
| Sascha Schmidt   | ödp              | 0,7          | 0,9                            |
| Claudio Schäl    | PIRATEN          | 0,6          | 2,1                            |
| Dominik Stürmer  | NPD              | 0,5          | 1,5                            |

## Wahl 2011
Die Landtagswahl 2011 hatte folgendes Ergebnis:
| Direktkandidat     | Partei    | Stimmen in % | Landtagswahl 2006 Stimmen in % | Landtagswahl 2001 Stimmen in % |
| ------------------ | --------- | ------------ | ------------------------------ | ------------------------------ |
| Norbert Beck       | CDU       | 45,8         | 44,6                           | 50,4                           |
| Axel Lipp          | SPD       | 20,5         | 18,5                           | 26,0                           |
| Cihan Polat        | Grüne     | 16,5         | 07,1                           | 05,3                           |
| Timm Kern          | FDP       | 07,6         | 19,8                           | 12,8                           |
| Rolf Eberhard      | DIE LINKE | 02,4         | WASG: 1,8                      | –                              |
| Lothar Seidemann   | REP       | 01,7         | 03,5                           | 03,9                           |
| Rudolf Schützinger | NPD       | 01,5         | 00,9                           | –                              |
| Cornelia Bechert   | ödp       | 00,9         | 00,5                           | 00,6                           |
| Walter Schäuffele  | PBC       | 01,2         | 03,3                           | 01,0                           |
| Jörn Lentes        | PIRATEN   | 02,1         | –                              | –                              |

## Abgeordnete seit 1976
Bei den Landtagswahlen in Baden-Württemberg hat jeder Wähler nur eine Stimme, mit der sowohl der Direktkandidat als auch die Gesamtzahl der Sitze einer Partei im Landtag ermittelt werden. Dabei gibt es keine Landes- oder Bezirkslisten, stattdessen werden zur Herstellung des Verhältnisausgleichs unterlegenen Wahlkreisbewerbern Zweitmandate zugeteilt. Die bis zur Landtagswahl 2006 gültige Regelung sah eine Zuteilung dieser Mandate nach absoluter Stimmenzahl auf Ebene der Regierungsbezirke vor, und benachteiligte deswegen den Wahlkreis Freudenstadt als einen der nach Bevölkerungszahl kleinsten Wahlkreise erheblich. Dennoch gelang es dem früheren Oberbürgermeister von Horb am Neckar, Michael Theurer (FDP), zweimal, ein Zweitmandat für seine Partei zu gewinnen, wofür ein deutlich über dem Landesergebnis der Partei liegendes Wahlkreisergebnis erforderlich war.
Den Wahlkreis Freudenstadt vertraten seit 1976 folgende Abgeordnete im Landtag:
| Partei | Art des Mandats | Gewählte |
| ------ | --------------- | --- |
| CDU    | Erstmandat      | Norbert Schneider 1976, 1980, 1984, 1988, 1992 Carmina Brenner 1996, 2001, 2006, Mandat niedergelegt im September 2007 Norbert Beck, nachgerückt am 19. September 2007, 2011, 2016 Katrin Schindele 2021 |
| FDP    | Zweitmandat     | Michael Theurer 2001, 2006, Mandat niedergelegt im August 2009 Timm Kern 2011, 2016, 2021 |
| AfD    | Zweitmandat     | Uwe Hellstern 2021 |